# Městský park Kau-lun
Městský park Kau-lun / lung je park na poloostrově Kau-lung v Hongkongu. Na místě parku byla od 15. století vojenská pevnost. Ve 20. století zde vyrostlo Kau-lunské opevněné město které bylo centrem neřesti a trestné činnosti až do roku 1987. Na základě dohody mezi Hongkongskou vládou a ČLR bylo Kau-lunské opevněné město v roce 1990 strženo, zatímco staré budovy a objekty pevnosti, jež byly vklíněny mezi ostatní budovy, byly zachovány pro začlenění do nového parku.
Městský park o rozloze 31 000 metrů čtverečních je rozdělen do osmi tematických zón s vlastní charakteristickou scenérií. Návrh byl oceněn diplomem na IGO Stuttgart EXPO 93 (International Garden Exposition).
Tematické zóny jsou: Stará jižní brána a její okolí, Zahrada květinových záhonů, Zahrada čtyř ročních období, Zahrada čínského zvěrokruhu, Šachovnicová zahrada, Pavilon s výhledem na hory, Pavilon Fei Sing a Pavilon skály Guibi.